# Clytie Hine
Clytie May Hine, (más tarde Mundy) (8 de mayo de 1887 – 27 de junio de 1983) fue una soprano de ópera nacida en Australia que se convirtió en una reputada profesora de canto en Nueva York.

## Biografía
Clytie Hine fue hija única, nacida en Adelaida, Australia Meridional, en 1887, de William Henry Hine, joyero, y Mary McDonald. A los 16 años, tras haber estudiado piano de forma privada desde los 7, comenzó a estudiar con Bryceson Treharne en el Elder Conservatorium de la Universidad de Adelaida. Estudió canto con Frederick Bevan. Se graduó en la AMUA en 1908  y al año siguiente viajó a Londres para estudiar con Medora Henson en el Royal College of Music. Gracias a su interpretación de Genoveva de Schumann en el RCM, debutó profesionalmente como Freia en Das Rheingold de Wagner en Covent Garden en 1911, con la Denhof Opera Company.
Más tarde cantó con la Beecham Opera Company en papeles como Nedda, Santuzza, Musetta, Elsa, Desdemona, Sophie y la condesa de Las bodas de Fígaro. En 1915 fue la soprano solista en la música incidental de Sir Edward Elgar para la primera producción de The Starlight Express, de Algernon Blackwood. Durante el desarrollo de la producción, ella y los demás solistas visitaban regularmente la casa de Elgar.
En 1914 se casó con John Hine Mundy, violonchelista independiente que trabajó con la Orquesta Sinfónica de Londres, la Albert Hall Orchestra y la Beecham Opera Company, entre otras. Tuvieron dos hijos en Londres: una hija, Margaret "Meg" Mundy (nacida en 1915), más tarde actriz y cantante, y un hijo, John Hine Mundy (1917-2004), más tarde medievalista de renombre y profesor emérito de Historia en la Universidad de Columbia.
En 1921 marcharon a Estados Unidos con sus hijos, se establecieron en Nueva York y se hicieron famosos por sus recitales conjuntos de música antigua inglesa. También cantó en óperas americanas y de otros países mientras estuvo contratada por William Wade Hinshaw, y su esposo llegó a ser violonchelista principal y director de orquesta de la Metropolitan Opera. También colaboró con Edward Eager en la composición de una comedia musical, The Burglar's Opera, que también se representó bajo otros títulos, como The Burglar's Opera, which was also staged under other titles, such as The Liar, The Burglar, The Rascal and The Gay Rascal.

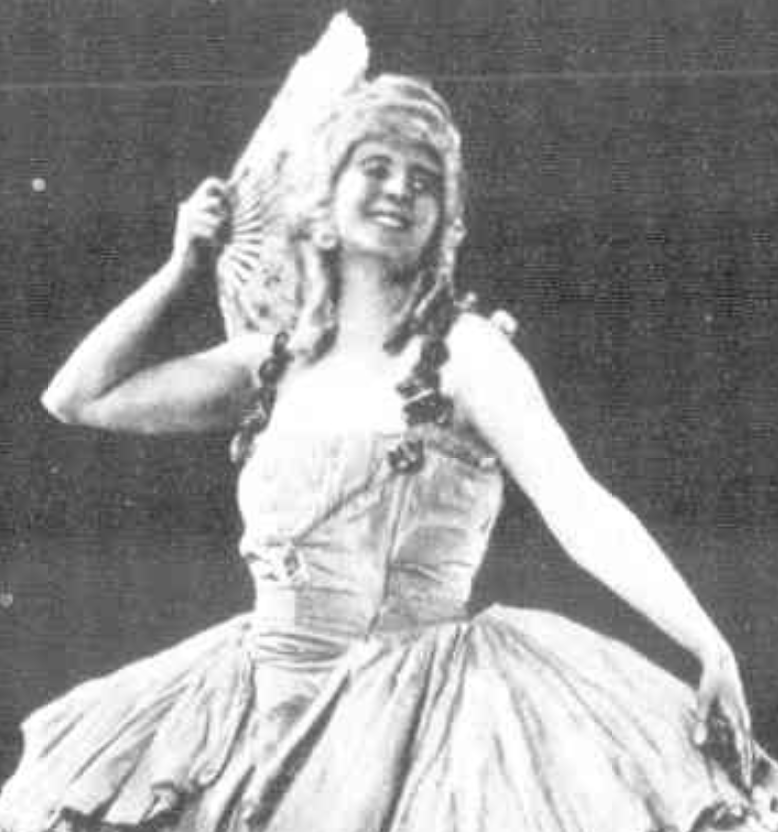
Clytie Hine como la condesa en "Las bodas de Fígaro", c.1924

Clytie Mundy se retiró de la actuación a finales de la década de 1920 y se convirtió en una reputada profesora de canto. Tenía una clase privada de veinticinco estudiantes de canto, una clase coral de unos veinte, dos grupos de cuartetos vocales y un trío femenino. Entre sus alumnos más destacados se encontraban Marge Champion (que acudió a ella por recomendación de Richard Rodgers), Alfred Drake, Nanette Fabray, Kathleen Ferrier, Celeste Holm, Peter Pears and David Wayne.
Peter Pears había estado estudiando canto con Therese Behr (esposa del pianista Artur Schnabel), pero se trasladó a Mundy en 1940. 
Tenía clases casi diarias con ella, y su compañero Benjamin Britten solía asistir también, como acompañante. Pears la encontró "una mujer maravillosa con la que trabajar, muy comprensiva y directa". Se hizo amiga de por vida de Pears y Britten. Para contribuir al estreno de la ópera Peter Grimes de Britten en Estados Unidos en 1946, organizó tres representaciones privadas de fragmentos en su apartamento para Serguéi Kusevitski (que había encargado la ópera), Leonard Bernstein, Ralph Hawkes y otros.
Pears volvió a ella en 1948 para recibir más lecciones. Britten dedicó su composición de la canción "Down by the Salley Gardens" a Clytie Mundy, y su composición de la nana escocesa "O can ye sew cushions?" a su hija Meg. También bautizaron a su mascota dachsund miniatura "Clytie" en su honor.

## Enseñanza
Dio clases en la Academy of Vocal Arts de Filadelfia, y fue asesora musical del American Theatre Wing. Actores como Kirk Douglas y John Forsythe estudiaron canto con ella. Se jubiló a finales de la década de 1950; en 1970, el Royal College of Music estableció una beca anual en su nombre, The Clytie Hine Mundy Recital Prize, que se interrumpió tras su muerte.

## Vida personal
Su esposo, John Mundy, falleció en 1971. Murió el 27 de junio de 1983 en Nueva York, a la edad de 96 años, sobreviviéndole sus dos hijos y tres nietos.